# Carel Roes
Carolus Wilhelmus (Carel) Roes (Nijmegen, 30 juni 1927) is een Nederlands voormalig voetballer die als rechter verdediger speelde.
Roes begon bij N.E.C. eind jaren 1930 bij de adspirantenen kwam in 1941 in het achtste en laagste seniorenteam. Hij speelde op verschillende posities aan de rechterzijde. In 1949 kwam Roes vanuit het tweede team bij de eerste selectie. waar hij de overgang naar het semi-profvoetbal meemaakte en tot 1959 zou spelen. In januari 1959 ging hij naar SCD. Roes trainde later ook SCD en werd als trainer zowel met het eerste als het tweede team kampioen.

## Carrièrestatistieken
| Seizoen         | Club            | Land            | Competitie                   | Competitie | Competitie | Beker | Beker | Internationaal | Internationaal | Overig | Overig | Totaal | Totaal |
| Seizoen         | Club            | Land            | Competitie                   | Wed.       | Dlp.       | Wed.  | Dlp.  | Wed.           | Dlp.           | Wed.   | Dlp.   | Wed.   | Dlp.   |
| --------------- | --------------- | --------------- | ---------------------------- | ---------- | ---------- | ----- | ----- | -------------- | -------------- | ------ | ------ | ------ | ------ |
| 1954/55         | N.E.C.          | Nederland       | Eerste klasse B (Afgebroken) | –          | 0          | –     | –     | 0              | 0              | 0      | 0      | –      | 0      |
| 1954/55         | N.E.C.          | Nederland       | Eerste klasse C              | –          | 0          | –     | –     | 0              | 0              | –      | 0      | –      | 0      |
| 1955/56         | N.E.C.          | Nederland       | Eerste klasse A              | –          | 0          | –     | –     | 0              | 0              | 0      | 0      | –      | 0      |
| 1956/57         | N.E.C.          | Nederland       | Tweede divisie B             | –          | 1          | –     | 0     | 0              | 0              | 0      | 0      | –      | 1      |
| 1957/58         | N.E.C.          | Nederland       | Tweede divisie B             | –          | 2          | –     | 0     | 0              | 0              | 0      | 0      | –      | 2      |
| Carrière totaal | Carrière totaal | Carrière totaal | Carrière totaal              | –          | 3          | –     | 0     | 0              | 0              | 0      | 0      | –      | 3      |